# ژوزف ژوست اسکالیگر
ژوزف ژوست اسکالیگر  (انگلیسی: Joseph Juste Scaliger؛ ۵ اوت ۱۵۴۰ – ۲۱ ژانویهٔ ۱۶۰۹) یک تاریخ‌نگار، نویسنده، باستان‌شناس و پژوهشگر زاده اژن فرانسه بود.
اسکالیگر یکی از بزرگترین پژوهشگران قرن شانزدهم فرانسه و از مشهورترین اومانیست‌های دوران خود بود. او نیز مانند پدرش تلاش کرد در دستنوشته‌ای بنام دِ وتوستاته جنتیس  تا تبار خود را به شاهان آلانان برساند.

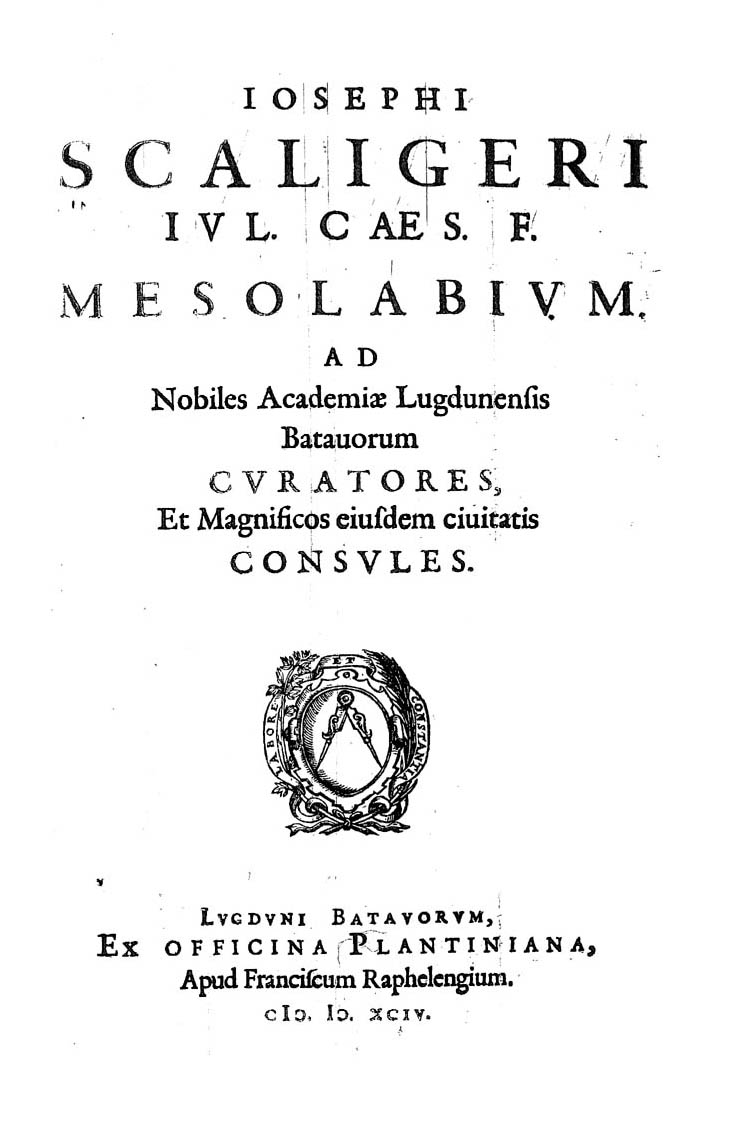
Mesolabium, 1594

## زندگی‌نامه
پدرش ژولیوس سزار اسکالیگر فیلولوگ مشهور و مادرش آندیت دو رک-لوبژاک بود. ژوزف اسکالیژر دهمین فرزند و سومین پسر خانواده بود. در دوازده سالگی به همراه دو برادر کوچکترش به کالج گوین در شهر بوردو فرستاده شد تا در سال ۱۵۵۵ به دلیل شیوع بیماری طاعون بنزد پدر و مادر خود بازگشتند. وی پس از آن تا زمان مرگ پدرش منشی و نویسنده مورد اعتماد وی بود.
پس از مرگ پدرش بسال ۱۵۵۸ بمدت چهار سال در دانشگاه پاریس تحصیل کرد. در ابتدا آموزش زبان یونانی را آغاز نمود که پس از دو ماه بنظرش آمد که سطح لازم برای ادامه تحصیل و بهره‌برداری از کنفرانس‌های زبان یونانی را ندارد. خود هومر را در ۲۱ روز خواند و پس از آن به سراغ آثار تمام شاعران، تاریخ‌نویسان و نویسندگان یونانی که در دسترسش بود رفته و همگی را خواند و دستور زبانی را نیز برای خود ساخت.
پس از زبان یونانی به پیشنهاد یکی از فیلسوفان بزرگ دوره رنسانس بنام گیوم پوستل به یادگیری زبان عبری و سپس زبان عربی پرداخت و در این دو زبان به تسلط قابل‌قبولی رسید.
تاثیرگزارترین آموزگارش ژان دورا به او پیشنهاد همفسری لویی دو شَستِینیِه را می‌دهد. ایندو که بعدها دوستی و رابطه بسیار نزدیکی باهم پیدا کردند در سال ۱۵۶۳ به رم سفر کرده و در آنجا ملاقاتی با مارک-آنتوان موره داشتند. موره که استعداد اسکالیژر جوان را دریافته بود او را با چندین اندیشمند آن شهر آشنا کرد.
پس از دیدار بیشتر مکان‌های ایتالیا از طریق لا روش-پزه به انگلستان و اسکاتلند سفر کردند. اسکالیژر در این سفر از مهمان‌نوازی و برخورد مردمان و کم‌شماری پژوهشگران آنجا ناراضی بود.
در بازگشت به فرانسه اسکالیژر سه سال دیگر در خانه دو شستینیه سکنی گزید تا در ۱۵۷۰ دعوت ژاک کوژاس را برای تحصیل حقوق در محضر یکی از بزرگترین حقوق‌دان‌های آن دوره فرانسه به ولانس پذیرفت و مدت سه سال را در آنجا سپری کرد.
کشتار سن-بارتلمه او و دیگر پروتستان‌های فرانسوی را ناگزیر به ترک ولانس و مهاجرت به ژنو کرد. وی در آنجا تا سال ۱۵۷۴ در سمت استاد آکادمی دروس ارسطو، ارغنون و سیسرون را به شاگردانش می‌داد اما به دلیل عدم رضایت و نفرتش از سخنرانی و موعظه این کار را رها کرده، به فرانسه بازگشت و بیست سال دیگر از زندگی خود را در کنار خانواده شاستینیه گذراند.
اسکالیژر که تحت حمایت دوستانه خانواده دو شاستینیه و به همراه لویی دو شستینیه به فرانسه، آلمان، ایتالیا و اسکاتلند سفر کرده بود و در سال ۱۵۶۲ با کالوینیسم آشنا شده و به آن گرویده بود در نهایت آموزگار همین خانواده نوبل در جنوب تورن بخصوص در قلعه پرویلی، قلعه این خانواده نوبل شد.
وی در دو نوبت به شهر لیدن هلند و جانشینی ژوستوس لیپسیوس در دانشگاه لیدن فراخوانده شد که در بار دوم در سال ۱۵۹۳ این دعوت را به صورت مشروط پذیرفت. در هفت سال نخست اقامتش در لیدن در مرکز توجه‌ها قرار داشت و برای نظریات و سخنانش نه مخالف و نه حتی منتقدی وجود داشت تا اینکه نوع بیان و انتقادش و قلم تند او دشمنان و مخالفینش را تحریک کرد. او که پیشگام گاه‌نگاری بود خود را صاحب حافظه‌ای قوی و بدون اشتباه می‌دانست اما از اشتباه مبرا نبود و گاه فرضیه‌های نامفهوم ارائه می‌داد. اشتباه در ستاره‌شناسی باستانی و عدم درک دقیق نظریات نیکلاس کوپرنیک و تیکو براهه توسط اسکالیژر به دلیل عدم آشنایی‌اش با ژئومتری را فردی بنام فرانسوا ویت روشن ساخت.
ژوزف اسکالیژر سال‌های باقی‌مانده عمر خود را در همان شهر لیدن گذراند و دیگر هیچگاه به فرانسه بازنگشت.
ژوزف اسکالیژر را خالق روز ژولیوسی و گاه‌نگاری می‌دانند. زیرا نخستین کسی بود که محدوده مطالعات و پژوهش‌های تاریخ باستان را بجز منابع یونان باستان و روم باستان به منابع و دستنوشته‌های تاریخ ایران باستان، تمدن بابل، تاریخ یهود و مصر باستان گسترش داد و مقایسه انتقادی و هماهنگی زمانی و گاه‌نگاری مربوط به هر ملیتی را برای گاه‌نگاری بکار برد که این روش به وسیلهٔ دیگر تاریخ‌نگاران نیز بکار گرفته شد.
اسکالیژر همچنین موفق به بازسازی روزشمار ازبین رفته اوزه‌بیوس ییکی از باارزش‌ترین کتاب‌های تاریخ باستان شد و در آن تمام آثار باقی‌مانده در یونانی و لاتین را جمع‌آوری، ترمیم و از نظر گاه‌نگاری مرتب نمود و آن را در سال ۱۶۰۲ بنام تزائوروس تمپوروم به چاپ رساند. وی کار بر روی این اثر را تا پایان عمرش ادامه داد.

## واژه‌نامه
1. ↑  De vetustate gentis Scaligerae
2. ↑  Julius Caesar Scaliger
3. ↑  Andiette de Roques-Lobejac
4. ↑  Collège de Guyenne
5. ↑  Guillaume Postel
6. ↑  Jean Dorat
7. ↑  Louis de Chasteigner
8. ↑  Marc-Antoine Muret
9. ↑  La Roche-Posay
10. ↑  Jacques Cujas
11. ↑  Valence
12. ↑  Neuilly-sur-Seine (Preuilly)
13. ↑  Justus Lipsius
14. ↑  François Viète
15. ↑  Pantodape historia
16. ↑  Thesaurus temporum